# Ільюека
Ільюека (ісп. Illueca) — муніципалітет в Іспанії, у складі автономної спільноти Арагон, у провінції Сарагоса. Населення — 3348 осіб (2010).
Муніципалітет розташований на відстані близько 210 км на північний схід від Мадрида, 60 км на захід від Сарагоси.

## Демографія
Динаміка населення (INE ):